# Горой
Горой (чечен. Гуоруо) — башенный комплекс в Терлойском ущелье, расположенный на левом берегу горной речки Бара-эхк. Находится на территории современного Галанчожского района Чеченской Республики. Датируется XIV веком.

## Описание
Состоит из двух укреплений. Первое построено непосредственно на берегу реки и почти целиком разрушено. Второе укрепление располагается на горном скальном склоне выше реки и состоит из трёх крупных жилых башен, одна из которых имеет необычную многоугольную форму. Горой стоит в отдельном ущелье, вдалеке от основной автодороги по Терлойскому ущелью, располагается не далеко от крупного башенного комплекса Никарой. В состав Горой входят 8 башен (жилых). Высота над уровнем моря 1530 метров.